# Чишкувек
Чишкувек (пол. Czyszkówek) — село в Польщі, у гміні Гарволін Ґарволінського повіту Мазовецького воєводства.
Населення — 276 осіб (2011).
У 1975-1998 роках село належало до Седлецького воєводства.

## Демографія
Демографічна структура станом на 31 березня 2011 року:
|          | Загалом | Допрацездатний вік | Працездатний вік | Постпрацездатний вік |
| -------- | ------- | ------------------ | ---------------- | -------------------- |
| Чоловіки | 140     | 31                 | 96               | 13                   |
| Жінки    | 136     | 31                 | 75               | 30                   |
| Разом    | 276     | 62                 | 171              | 43                   |